# Escorxador municipal d'Agullana
L'Escorxador municipal d'Agullana és una obra d'Agullana (Alt Empordà) inclosa a l'Inventari del Patrimoni Arquitectònic de Catalunya.

## Descripció
Edifici format per la juxtaposició de tres parts, la central de les quals se situa en un nivell més avançat que les dues laterals. Aquest cos central també té més alçada ja que consta de planta baixa i pis, a diferència dels laterals que tan sols consten de planta baixa. Les obertures d'aquesta construcció no són destacables, excepte la del cos central, ja que la porta d'accés i la finestra del primer són con tinuació l'una de l'altra, i només es troben separades per l'ampit.